# Palpita micronesica
Palpita micronesica là một loài bướm đêm trong họ Crambidae.